# Arthur Hendrik Cornette
Arthur Jacob Hendrik Cornette (Antwerpen, 4 maart 1880 – Sint-Michiels, 22 januari 1945) was een Vlaams schrijver, essayist, leerkracht en conservator aan het Koninklijk Museum voor Schone Kunsten Antwerpen. Arthur Hendrik Cornette was de zoon van schrijver, professor en provincieraadslid Arthur Cornette.

## Levensloop
Na zijn studie rechtsgeleerdheid, waar hij ook in promoveerde, werkte Cornette als conservator en leraar letterkunde aan het Vlaams conservatorium. Vanaf 1936 was hij verbonden aan de Universiteit van Brussel als hoogleraar kunstgeschiedenis. Debuteerde in 1911 met zijn roman De Boomgaard. Cornette schreef verder veel essays en een aantal kunsthistorische studies.

## Werken
- De Boomgaard (1911)
- Een levensbeeld (1915)
- Periscoop I (1932)
- Vondels Leeuwendaelers (1936)
- Octaaf (1946)
- De portretten van Jan van Eyck (1947)